# Litohlavy
Litohlavy är en ort i Tjeckien.   Den ligger i regionen Plzeň, i den västra delen av landet, 70 km sydväst om huvudstaden Prag. Litohlavy ligger 369 meter över havet och antalet invånare är 443.
Terrängen runt Litohlavy är platt åt sydväst, men åt nordost är den kuperad. Runt Litohlavy är det tätbefolkat, med 276 invånare per kvadratkilometer. Närmaste större samhälle är Plzeň, 13,6 km väster om Litohlavy. Trakten runt Litohlavy består till största delen av jordbruksmark.